# Старохалілово (Гайський міський округ)
Старохалі́лово (рос. Старохалилово) — присілок у складі Гайського міського округу Оренбурзької області, Росія.

## Населення
Населення — 315 осіб (2010; 334 у 2002).
Національний склад (станом на 2002 рік):
- башкири — 90 %